# Jakub V. Waldburský
Jakub V. Waldbursko-Wolfeggsko-Zeilský, zvaný "Tlustý" (německy Jakob V. 'der Dicke' Erbtruchsess von Waldburg-Zeil und Wolfegg , 6. prosince 1546 – 20. května 1589, Praha) byl dědičný "truchses" (nejvyšší stolník), hrabě z Wolfegg-Zeilu.

## Životopis

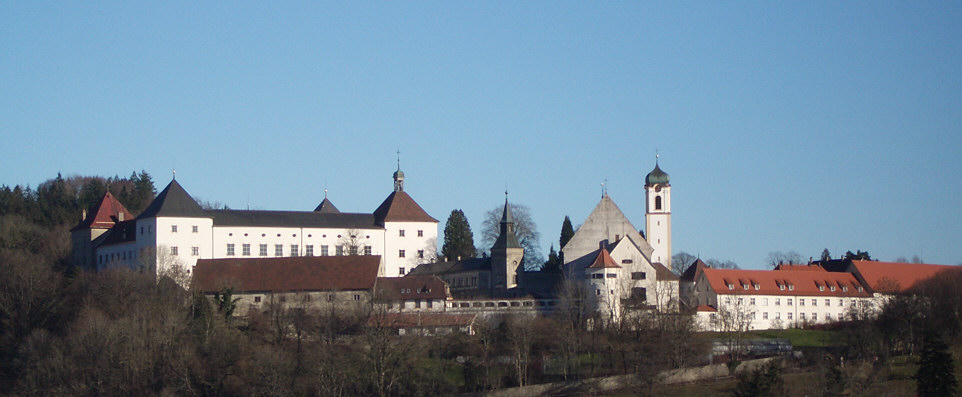
Wolfegův palác

Byl synem Jiřího IV. Waldbursko-Wolfeggsko-Zeilského (1523 – 1556/1557), dědičného stolníka, a jeho manželky hraběnky Johany z Rappoltsteinu (1525 – 1569), dcery hraběte Oldřicha VI. z Rappoltsteinu († 1531) a Anny Alexandriny z Fürstenbergu (1504 – 1581).
Jeho bratr Jan z Waldburg-Wolfeg-Zeil-Waldsee (1548–1577) se 15. června 1570 oženil s Kunigundou z Zimmernu (1552 – 1602), sestrou své manželky Johany z Zimmernu.
Jakub V. zemřel 20. května 1589 ve věku 42 let.
Jeho syn Jindřich získal 28. února 1628 v Praze hodnost říšského hraběte z Wolfeggu a syn Froben svobodný pán z Waldburgu, se stal hrabětem z Zeilu a říšským truchsesem.

## Manželství a potomstvo
Jakub Waldburský se 25. února 1566 oženil s hraběnkou Johanou z Zimmern-Messkirchu (7. května 1548 – 30. srpna 1613), dcerou hraběte Frobena Kryštofa z Zimmernu (1519–1566), autora kroniky hrabat z Zimmernu, sepsané v letech 1540/1558 až 1566 a jeho ženy hraběnky Kunigundy z Ebersteinu (1528–1575).
Manželé měli deset dětí:  
- Heinrich Waldbursko-Wolfeggský (8. března 1568 – 16. srpna 1637), dědičný stolník z Waldburgu, 1628 hrabě z Wolfeggu, císařský rada, v dubnu 1595 se v Sigmaringenu oženil s hraběnkou Marií Jakubou z Hohengenzollernu (3. ledna 1577 – 20. března 1630)
- Froben Waldbursko-Zeilský (19. srpna 1569 – 4. května 1614), říšský stolník, svobodný pán z Waldburgu hrabě z Zeilu, ženatý poprvé od roku 1592 s Kateřinou Johanou z Töringu († 1593), podruhé od února 1596 s Annou Marii z Töring-Goettenbachu (1578 – 25. listopadu 1636)
- Kunigunda Waldbursko-Wolfeggsko-Zeilská (* asi 1570 – 24. listopadu 1604), provdaná 23. dubna 1589 za svobodného pána Jiřího z Königsegg-Aulendorfu, pána z Rothenfelsu, Staufenu a Ebenweileru († 29. srpna 1622)
- Gebhard Waldbursko-Wolfeggsko-Zeilský (13. května 1578 – 18. 2. 1601), kanovník v Eichstättu
- Jan Waldbursko-Wolfeggsko-Zeilský († leden 1592/1614), kanovník ve Štrasburku (1588) a Kolíně nad Rýnem (1589)
- Jiří Waldbursko-Wolfeggsko-Zeilský († 3. prosince 1594, Uhry)
- Johana Waldbursko-Wolfeggsko-Zeilská († 8. května 1641), provdaná 16. května 1593 za svobodného pána Wolfa Víta I. z Maxelreinu († 10. prosince 1616)
- Sabina Waldbursko-Wolfeggsko-Zeilská († 10. října 1619), provdaná 21. května 1599 za svobodného pána Jáchyma Kryštofa z Mörsperg-Beaufortu († 1618)
- Marie Jakuba Waldbursko-Wolfeggsko-Zeilská († po 1620), provdaná 23. dubna 1606 za hraběte Jana Víta II. z Töring-Goettenbachu (* před 1582 – 3. dubna 1630, Mnichov)
- Marie Františka Waldbursko-Wolfeggsko-Zeilská († 4. listopadu 1639), řádová sestra u sv. Uršuly v Kolíně nad Rýnem